# 남궁괄

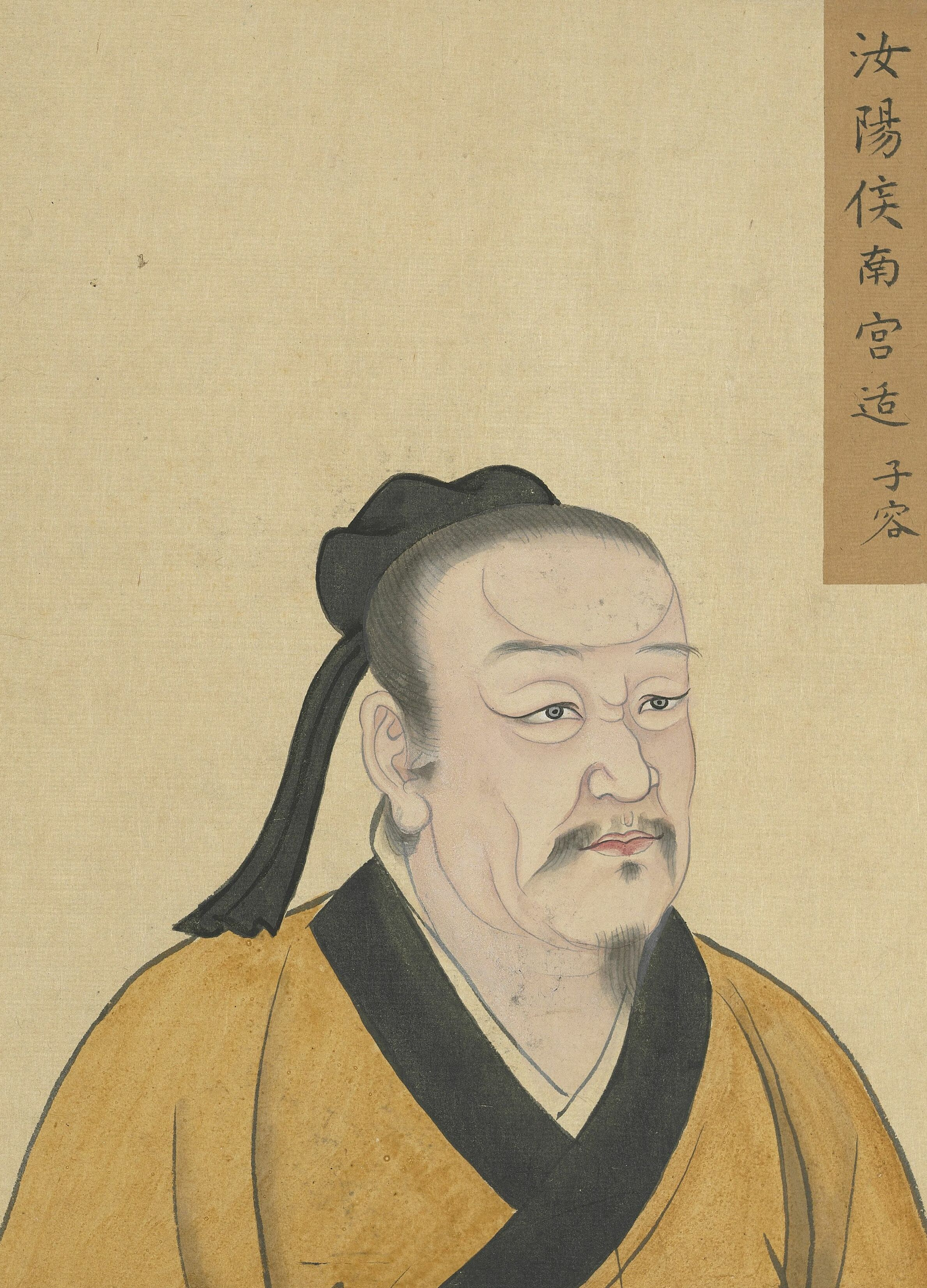

남궁 괄(南宮适, ? ~ ?)은 노나라 사람으로, 여러 가지 이름이 있다. 성은 남궁(南宮), 휘는 괄(适)이다. 또 다른 이름은 남궁경숙(南宮敬叔)인데, 오늘날에 통용되는 실제 이름이다. 남궁괄(南宮适)은 성은 남궁씨인데, 맹손씨 가문 사람, 즉 노나라 맹손씨 가문 맹희자(孟僖子) 아들로, 맹의자(孟懿子)의 형이다.
공자의 제자 중에 남용(南容)이라는 사람이 있었는데, 남궁괄과 동일인이라는 설이 있지만, 명확하지 않다. 남용의 본명은 남궁도(南宮韜)로, 자가 자용(子容)이었으므로, 남용(南容)으로 불렸다. 남궁경숙도 공자의 제자였다.
좌전(左傳), 소공(昭公) 7년(기원전 535년)에 따르면, 맹희자(孟僖子)가 죽을 때 두 아들 맹의자(孟懿子)와 남궁경숙에게 공자에게 예의를 배우라고 유언했다고 한다. 맹의자(孟懿子)는 이름이 하기(何忌)인데, 일설에는 맹의자(孟懿子)가 남궁괄이고, 남궁경숙(南宮敬叔)은 그의 형이라고도 한다.

## 비고
남궁괄(南宮括)은 주문왕의 친구로 희성이며, 주나라 개국 공신이다. 노나라 남궁괄과 한국 발음은 같지만, 중국어 병음은 다르며, 본명 남궁경숙(南宮敬叔)과는 전혀 다르다. 그의 후손으로 남궁장만(南宮長萬)이라는 인물도 있었는데, 송나라에서 장수를 지내다 반란을 일으켰다가 살해되었으며, 그 아들은 위나라로 달아났다.

## 같이 보기
- 노나라
- 위나라
- 남궁장만